# Jerzy Janik
Jerzy Antoni Janik (ur. 30 kwietnia 1927 we Lwowie, zm. 20 marca 2012) – polski fizyk, prof. zw. dr, specjalizował się w fizyce neutronowej, długoletni pracownik naukowy Instytutu Fizyki Jądrowej im. H. Niewodniczańskiego w Krakowie, członek Polskiej Akademii Nauk, Polskiej Akademii Umiejętności, Norweskiej Akademii Nauk i Literatury, doktor honoris causa Uniwersytetu im. Adama Mickiewicza w Poznaniu, doktor honorowy Zjednoczonego Instytutu Badań Jądrowych w Dubnej. Przewodniczący Komisji Filozofii Nauk Przyrodniczych PAU.

## Życiorys
W 1944 rozpoczął studia matematyki i fizyki na tajnym Uniwersytecie Jagiellońskim. Ukończył oba kierunki i w 1948 zaczął pracować na stanowisku asystenta w Instytucie Fizyki UJ. Od założenia przez profesora Henryka Niewodniczańskiego w 1955 Instytutu Fizyki Jądrowej w krakowskich Bronowicach pracował w nim aż do śmierci, do roku 1998 jako kierownik Zakładu Badań Strukturalnych. W 1960 w wieku 33 lat został profesorem (jednym z najmłodszych w Polsce).
W latach 50. refleksje nad związkiem między nauką a religią doprowadziły go do spotkania z ks. Karolem Wojtyłą. Początkowo nieformalne spotkania przekształciły się w seminaria naukowe, w których brali udział m.in. fizycy, biologowie, teologowie, filozofowie. Odbywały się one przez wiele lat, a po wyborze kardynała Wojtyły na papieża przeniosły się do Castel Gandolfo.
Pochowany został na bieżanowskim cmentarzu parafialnym w Krakowie.